# 松村八次郎

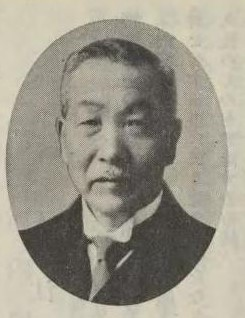
松村八次郎

松村 八次郎（まつむら はちじろう、1869年10月15日（明治2年9月11日） - 1937年9月8日）は、日本の陶業家。
肥前国松浦郡曲川村（現在の佐賀県西松浦郡有田町）出身。1891年に東京高等工業学校陶器玻璃工科を卒業し、さらに専攻科で学んだ。1892年に名古屋の松村九助の養子となった。
1896年に硬質磁器の特許を得て、1902年に生産を始めた。